# Chiese Elim
Le chiese evangeliche Elim (Elim Pentecostal Churches) sono un movimento di chiese evangeliche di fede pentecostale su basi ecumeniche, fondato nel 1915 dai fratelli evangelici gallesi George e Stephen Jeffreys.
Derivano il loro nome da un luogo citato nella Bibbia:
(Esodo 15:27)

## Origine
George Jeffreys (1889-1962), gallese, fondò la Chiesa pentecostale Elim a Monaghan, in Irlanda nel 1915. Jeffreys era un evangelico cresciuto in una chiesa gallese congregazionale. Si convertì all'età di quindici anni durante il Risveglio Gallese del 1904. Alexander A. Boddy, di Sunderland lo invitò a predicare alla sua Convention pentecostale internazionale a Sunderland nel maggio 1913. Tra il 1915 e il 1934, Jeffreys fu estremamente attivo come revivalista, e predicava a grandi folle in tutto il Regno Unito.
La chiesa fu fondata come Banda Evangelistica Elim, ma il nome fu cambiato in Elim Foursquare Gospel Alliance nel mese di aprile 1934. Il nome "Elim" compare nel libro dell'Esodo, capitolo 15 , versetto 27, dove gli Israeliti, lasciando la schiavitù d'Egitto sotto la guida di Mosè, trovano un'oasi chiamata Elim: "Allora giunsero a Elim, dove c'erano dodici sorgenti di acqua e settanta palme, così si accamparono lì vicino alle acque". L'oasi rappresenta un luogo di rinfresco nel caldo soffocante del deserto egiziano, e all'epoca fu ritenuto appropriato per un movimento revivalista .

## Dottrina
Le dottrine fondamentali delle chiese evangeliche Elim includono: la Bibbia come divinamente ispirata; la Trinità; la nascita verginale di Cristo; la completa umanità e la vita senza peccato di Gesù; l'espiazione vicaria, la resurrezione corporale, la celeste intercessione e la seconda venuta di Gesù. Accettano inoltre la peccaminosità universale del genere umano; l'opera dello Spirito Santo come convinzione profonda; il pentimento, la rigenerazione e la santificazione; il battesimo dello Spirito Santo "con i segni seguenti"; che la salvezza si riceva per sola fede e che essa testimoni il frutto dello Spirito. Le chiese Elim sostengono anche che il battesimo per immersione e la comunione sono tenuti a essere ordinanze.

## Diffusione in Italia
Le Chiese Elim in Italia sono un'associazione di chiese di fede pentecostale sparse su tutto il territorio nazionale, presenti con 118 comunità anche con culti in lingua straniera. Esse sono nate in data relativamente recente: infatti, l'Associazione è stata costituita il 6 settembre 1993. Subito dopo la costituzione dell'Associazione, venne chiesta ed ottenuta l'affiliazione all'associazione britannica.